# Cadaqués
Cadaqués este un oraș în Spania în comunitatea Catalonia în provincia Girona. În 2005 avea o populație de 2.640 locuitori.
 
Izolarea acestui sat de pescari  a devenit un factor de atracție pentru turiști și artiști.

De mulți ani (de prin 1905), multe familii din Barcelona, Figueras, Gerona și alte orașe din apropiere, își petrec vara în Cadaqués.

Din 1958, Marcel Duchamp, probabil cel mai influent artist al secolului XX, și-a fixat în Cadaqués reședința sa de vară. Pictorul suprarealist Salvador Dalí, a cărui familie avea în  Cadaqués o reședință de vară, unde a fost în vizită Federico García Lorca ca student, s-a întors de la New York în 1948 și s-a stabilit în Port Lligat, unul dintre golfulețele zonei.

Cadaqués a atras și alte celebrități ca Eugenio D'Ors, care a scris despre sejururile sale estivale  în oraș, Pablo Picasso, Marcel Duchamp, Joan Miró, Richard Hamilton, Albert Ràfols-Casamada.

Cadaqués a atras mulți alți pictori a căror listă ar fi foarte lungă; doar câteva exemple: Antoni Pitxot, Rafael Durancampos, Gustavo Carbo Berthold, Maurice Boitel, Mauricio Sbarbaro sau Joan-Josep Tharrats.

Municipiu din Cadaqués în comarca Alt Empordà